# Étoile de Bessèges 1996
L'Étoile de Bessèges 1996, ventiseiesima edizione della corsa, si svolse dal 7 all'11 febbraio su un percorso di 729 km ripartiti in 5 tappe. Fu vinta dal ceco Ján Svorada della Panaria-Vinavil davanti al belga Wilfried Nelissen e all'italiano Fabio Baldato.

## Tappe
| Tappa  | Data        | Percorso                  | km  | Vincitore di tappa | Leader cl. generale |
| ------ | ----------- | ------------------------- | --- | ------------------ | ------------------- |
| 1ª     | 7 febbraio  | Nîmes > Nîmes             | 142 | Wilfried Nelissen  | Ján Svorada         |
| 2ª     | 8 febbraio  | Le Vigan > Le Vigan       | 144 | Wilfried Nelissen  | Wilfried Nelissen   |
| 3ª     | 9 febbraio  | Les Fumades > Les Fumades | 148 | Wilfried Nelissen  | Wilfried Nelissen   |
| 4ª     | 10 febbraio | Joyeuse > Joyeuse         | 147 | Ján Svorada        | Ján Svorada         |
| 5ª     | 11 febbraio | Bessèges > Bessèges       | 148 | Ján Svorada        | Ján Svorada         |
| Totale | Totale      | Totale                    | 729 |                    |                     |

## Dettagli delle tappe

### 1ª tappa
- 7 febbraio: Nîmes > Nîmes – 142 km

| Pos. | Corridore         | Squadra   | Tempo    |
| ---- | ----------------- | --------- | -------- |
| 1    | Wilfried Nelissen | Lotto     | 3h13'19" |
| 2    | Ján Svorada       | Panaria   | s.t.     |
| 3    | Johan Capiot      | Collstrop | s.t.     |

| Pos. | Corridore   | Squadra | Tempo    |
| ---- | ----------- | ------- | -------- |
| 1    | Ján Svorada | Panaria | 3h13'08" |

### 2ª tappa
- 8 febbraio: Le Vigan > Le Vigan – 144 km

| Pos. | Corridore         | Squadra | Tempo    |
| ---- | ----------------- | ------- | -------- |
| 1    | Wilfried Nelissen | Lotto   | 3h32'19" |
| 2    | Ján Svorada       | Panaria | s.t.     |
| 3    | Fabio Baldato     | MG Boys | s.t.     |

| Pos. | Corridore         | Squadra | Tempo    |
| ---- | ----------------- | ------- | -------- |
| 1    | Wilfried Nelissen | Lotto   | 6h45'18" |

### 3ª tappa
- 9 febbraio: Les Fumades > Les Fumades – 148 km

| Pos. | Corridore          | Squadra | Tempo    |
| ---- | ------------------ | ------- | -------- |
| 1    | Wilfried Nelissen  | Lotto   | 3h42'32" |
| 2    | Frédéric Moncassin | Gan     | s.t.     |
| 3    | Tristan Hoffman    | TVM     | s.t.     |

| Pos. | Corridore         | Squadra | Tempo     |
| ---- | ----------------- | ------- | --------- |
| 1    | Wilfried Nelissen | Lotto   | 10h27'39" |

### 4ª tappa
- 10 febbraio: Joyeuse > Joyeuse – 147 km

| Pos. | Corridore     | Squadra | Tempo    |
| ---- | ------------- | ------- | -------- |
| 1    | Ján Svorada   | Panaria | 3h35'55" |
| 2    | Fabio Baldato | MG Boys | s.t.     |
| 3    | Andrei Tchmil | Lotto   | s.t.     |

| Pos. | Corridore   | Squadra | Tempo     |
| ---- | ----------- | ------- | --------- |
| 1    | Ján Svorada | Panaria | 14h03'31" |

### 5ª tappa
- 11 febbraio: Bessèges > Bessèges – 148 km

| Pos. | Corridore         | Squadra | Tempo    |
| ---- | ----------------- | ------- | -------- |
| 1    | Ján Svorada       | Panaria | 3h36'12" |
| 2    | Wilfried Nelissen | Lotto   | s.t.     |
| 3    | Fabio Baldato     | MG Boys | s.t.     |

| Pos. | Corridore         | Squadra | Tempo     |
| ---- | ----------------- | ------- | --------- |
| 1    | Ján Svorada       | Panaria | 17h39'32" |
| 2    | Wilfried Nelissen | Lotto   | a 20"     |
| 3    | Fabio Baldato     | MG Boys | a 31"     |

## Classifiche finali

### Classifica generale
| Pos. | Corridore          | Squadra         | Tempo     |
| ---- | ------------------ | --------------- | --------- |
| 1    | Ján Svorada        | Panaria-Vinavil | 17h39'32" |
| 2    | Wilfried Nelissen  | Lotto-Isoglass  | a 20"     |
| 3    | Fabio Baldato      | MG Boys         | a 31"     |
| 4    | Tristan Hoffman    | TVM-Farm Frites | a 41"     |
| 5    | Andrei Tchmil      | Lotto-Isoglass  | a 44"     |
| 6    | Frédéric Moncassin | Gan             | a 46"     |
| 7    | Michele Bartoli    | MG Boys         | a 48"     |
| 8    | Wladimir Belli     | Panaria-Vinavil | a 50"     |
| 9    | Steven de Jongh    | TVM-Farm Frites | a 52"     |
| 10   | Gianluca Gorini    | Aki-Gipiemme    | a 53"     |